# Theridion nojimai
Theridion nojimai är en spindelart som beskrevs av Yoshida 1999. Theridion nojimai ingår i släktet Theridion och familjen klotspindlar. Inga underarter finns listade i Catalogue of Life.